# Боушорі
Боушорі (рум. Boușori) — село у повіті Васлуй в Румунії. Входить до складу комуни Солешть.
Село розташоване на відстані 288 км на північний схід від Бухареста, 12 км на північний схід від Васлуя, 50 км на південь від Ясс, 146 км на північ від Галаца.

## Населення
За даними перепису населення 2002 року у селі проживали 344 особи, усі — румуни. Усі жителі села рідною мовою назвали румунську.